# マイク・ポンスミス
マイケル・アラン・ポンスミス（Michael Alyn Pondsmith、1954年4月14日 - )、通常のクレジットは「マイク・ポンスミス」はロールプレイングゲーム、ボードゲームそしてビデオゲームのデザイナーである。1982年のゲーム出版社en:R. Talsorian Games設立から、会社のロールプレイングゲーム作品の大多数を彼が開発したことでよく知られている。ポンスミスはいくつかのRPG製品に作家としてクレジットされ、en:Mekton(1984年)、サイバーパンク2.0.2.0.(1988年)そしてキャッスル・ファルケンシュタイン(1994年)が含まれる。彼はまたダンジョンズ&ドラゴンズロールプレイングゲームのフォーゴトン・レルムとen:Oriental Adventures製品に寄稿し、ビデオゲームやいくつかのボードゲームで、作家あるいは共同制作者として能力を発揮し働いた。ポンスミスはまたen:DigiPen Institute of Technologyで講師として働いた。

## 生い立ちと教育
軍人一家に生まれたポンスミスは、人生最初の18年でアメリカ空軍とともに世界中を渡り歩いた。彼はカリフォルニア大学デービス校を卒業し、グラフィックデザインで美術学士号を、そして心理学で科学学士号を取得した。ポンスミスは、子供のときにもゲームをデザインしていたのだが、大学時代に彼の友人がオリジナルのD&Dゲームセットを入手するまで、紙とペンのロールプレイングゲームのアイデアは導入しなかった。大量の海戦ウォーゲームの経験を積んで、彼はD&Dで使われているゲームプレイ機構に関心を持つものの、ファンタジー設定には興味を持たなかった。だが、彼が1977年にGDWから出版されたサイエンス・フィクションRPGトラベラーを入手したときに、彼の興味は急上昇した。そのゲーム機構に不満を持ち、ポンスミスは彼が自分で使うためにImperial Starと名付けて、ゲームのルールを書き換えてしまった。ポンスミスは後に、en:Green Ronin社のen:Hobby Games: The 100 Bestを受賞した作品では、トラベラーが彼が出逢ったゲームのベスト・ロールプレイングゲームと呼んだ。

## 初期の経歴
ペンと紙のゲームのデザイナーになる前、ポンスミスはビデオゲーム業界でグラフィックデザイナーとして働いていた。彼の大学を出て最初の仕事は、en:California Pacific Computer Company向けのパッケージデザインと広告素材に加わることだった。同時に、彼は初期の日々の職務中、California Pacificの仕事に焦点を当てていたときに、日本のゲームを欧米市場向けに再梱包する仕事に関与していた。彼は後に、en:Bill Budgeがプロデュースしたオリジナルタイトル向けのデザイン製作と、リチャード・ギャリオットがデザインしたウルティマゲームの初期作品、そして後期のCalifornia Pacificから出版された作品の全てのデザインに移行した。
ポンスミスによると、ビデオゲームの領域のデザインは利用可能な技術の制約に起因して、やらねばならないことがそれほど多くはなかったという（California Pacificが発売した多くのゲームはApple II向けだった）。他方において、彼はよく知っていたペンと紙のゲームを、ゲームプレイと同時にゲームデザインに興味を持った。組版におけるサイドの仕事のおかげで、彼は（当時としては）とても現代的なコンピューターと先進のソフトウェアを用いて本と雑誌をレイアウトした。このアクセスを活用して、彼はen:Mektonと呼ばれた、彼が過去につまずいた日本語の漫画本を土台にしたメカゲームを書いた。紙のゲームを生成した彼の仕事の興味のために、彼のグラフィックデザインの経歴はゲームデザインに消費された（R.Talsorian Gamesの本の多くは彼がデザインとレイアウトし続けた）。

### 初期のロールプレイングゲーム
ポンスミスが基礎からデザインした最初のゲームは、en:Mektonという漫画やアニメに強く影響されたメカゲームであり、1984年に発売された。ポンスミスは彼が入手できた日本語の『機動戦士ガンダム』の漫画を最大の基盤にして仕事をしたと自認している。文章は理解できず、世界のダイナミクスは漫画の絵柄から純粋に彼が不正確に作り直した。ゲームの最初の公開テストプレイは地元のコンベンションで行われた。'Mektonの最初の公開リリースは、純粋な戦術ウォーゲームから作られた、全般的にロールプレイングの要素を含まない、メカニックの戦闘に焦点を当てたものだった。Mektonは数年後、ポンスミスとMike Jonesを作家クレジットに加え、正式なロールプレイングゲームとして再発売された。1987年、ポンスミスは新しい版のMekton IIを発売した。これはInterlock Systemを土台にした機構をフィーチャーしており、のちに若干の修正を経てCyberpunkラインでも用いられた。同年、R. Talsorian Gamesは日本の漫画から発送を得たポンスミスの別のゲームTeenagers from Outer Space (en:RPGA Gamer's Choice Award)を発売した。このゲームは機構に重要な変更を加えて、1989年に再発売された。Cyberpunk（後にサイバーパンク2.0.2.0.とCyberpunk V3。ゲームは9言語に翻訳された）、キャッスル・ファルケンシュタイン (Best Game of 1994)、en:Cybergenerationそしてen:Dream Parkなどのゲームが後に続いた。彼はまたFuzion systemでHero Gamesのデザイナーたちとコラボレーションした。

### サイバーパンク・ロールプレイングゲーム
1988年、R. Talsorian Gamesはマイク・ポンスミスのCyberpunk The Roleplaying Game of the Dark Futureを発売した。2013年の設定（そしてCyberpunk 2013とも呼ばれる）のゲームはポンスミスの他Mike Blum、Colin Fisk、Dave Friedland、Will MossそしてScott Ruggelsを共同制作者として執筆された3分冊の本が入った箱製品だった。ポンスミスと他の作者によるいくつかの拡張製品のあと、1990年にポンスミスはストーリーアークと機構を更新したCyberpunk 2020を発売した（既存の拡張は新しいゲームと互換性が残った）。
ポンスミスはCyberpunkの能力値作成を、主に彼がジャンルへの関心を引き起こした、1982年に発売されたリドリー・スコットのブレードランナーからヒントを得た。彼のCyberpunkロールプレイングゲームへに対するモチベーションは技術と影、そして映画のフィルム・ノワールのスタイルを再現したいという欲求から来るものだった。CyberpunkはR. Talsorian Gamesの製品の中でもっとも膨張し、44冊のソースブックを通して4700ページにも及ぶライブラリーとなり、これまで推定500万人のプレイヤーを擁した。
1993年、R. Talsorian Gamesの旗のもとに、ポンスミスはCyberpunkラインの別な時間軸を発売した。CyberGenerationと名付けられたソースブックは、さらに追加の拡張により増強され、1995年には第2版となり、既存の上にさらに構築され、テーマを探求した。ラインのライセンスは後にJonathan Lavalleeに買収された。彼はFirestorm Inkのオーナーで、この会社は2003年にR. TalsorianのCyberGeneration製品ラインを具体的に継続するために設立された。
1996年、ウィザーズ・オブ・ザ・コーストはトレーディングカードゲームNetrunnerのためにCyberpunkのライセンスを受けた。デザインはリチャード・ガーフィールドで、NetrunnerはCyberpunk 2020のプレイヤーたちに場所、存在およびおなじみのキャラクターをフィーチャーした。ゲームはスティーブ・ジャクソン・ゲームズから出版されたPyramid誌の中で、1999年に「ここ千年紀の中でもっとも過小評価されているゲーム」の中にひとつに挙げられた。マイク・ポンスミスはこのゲームのクレジットのスペシャルサンクスの項に名前が乗り、"Omni Kismet, Ph.D."としてカメオ出演している（この名前は彼のアナグラムである）。2012年5月10日、en:Fantasy Flight Gamesはウィザーズ・オブ・ザ・コーストからライセンスを受け、Netrunnerを土台とした新しいカードゲームen:Android: Netrunnerの発売を予告した。これとは別に、ポンスミスのIPをベースにしたカードゲームが短期間存在した。Peter Wacksがデザインし、Social Gamesから2003年に発売されたCyberpunk CCGである。
1989年、en:West End GamesはCyberpunkとParanoiaとのクロスオーバー作品を発売した。このゲームはAlice Through the Mirrorshadesと呼ばれ、Edward Bolmeによるデザインで、CyberpunkとParanoiaゲームとの間で互換性があった。Cyberpunkの人気がピークのときに、ポンスミスの承認を得た少なくとも2つのファン雑誌が製作された：Chris Hockaboutによる非公式なCyberpunk Updateを発展させたInterface Magazineと、イギリスで出版された 'Punk '21である。

### キャッスル・ファルケンシュタイン
1994年、R. Talsorian Gamesはポンスミスのスチームパンク・ファンタジーRPGキャッスル・ファルケンシュタインを発売した。ゲームの機構はさいころの代わりにトランプを使い、ライブアクションロールプレイングに連動するものだった。キャッスル・ファルケンシュタインはマイク・ポンスミスの「これまでで最も絶賛されたゲーム」として存続し、1994年オリジン賞の"Best Roleplaying Rules"と1995年Nigel D. Findley記念賞"Best Role-Playing Product"を受賞した作品として認識されている。2000年に、キャッスル・ファルケンシュタインはJames CambiasとPhil Mastersによりガープスシステムに改作され、スティーブ・ジャクソン・ゲームズから発売された。

### R. Talsorian Games以外でのデザイン寄稿
ポンスミスはサイエンス・フィクションRPGBuck Rogers XXVcとダンジョンズ&ドラゴンズに2冊のソースブック - 1988年にOriental Adventures向けのen:Kara-Tur: The Eastern Realmsと1989年にフォーゴトン・レルム向けのHall of Heroesを書いたことでTSRに簡潔に関連している。彼はまたen:West End Gamesから1987年に発売されたオリジナルのStar Wars: The Roleplaying Gameに軽微な貢献（ノンクレジット）している。

## R.Talsorianの中断とビデオゲームデザイン
2000年を通して、マイク・ポンスミスは紙とペンのゲームのデザインからビデオゲームのデザインに舞い戻った。2000年から2004年までの間マイクロソフトにデザイン・マネージャーとして雇用され、彼は様々なゲームに貢献し（主にオリジナルのXboxの排他的なタイトルのラインナップへ）、Microsoft Game Studiosから発売された。2001年に発売されたen:MechCommander 2の中で、彼はSteelの役を演じ、カットシーンのキャラクターとして登場する（彼はまたゲーム内のキャラクター間のやり取りにおけるキャラクターの声も担当した）。彼はまた同年に発売されたen:Stormfront Studios' en:Blood Wakeにもクレジットされた。彼がマイクロソフトで開発に携わりクレジットされた最後のタイトルはen:Crimson Skies: High Road to Revenge（2003年）で、その後彼は2004年にen:Monolith Productionsに参加するために出発し、彼はen:The Matrix Online（2005年）で働いた。
ポンスミスと彼の共同労働者の一人によるマトリックスゲームのアイデアは、当初はマイクロソフトの社内で売り込まれたが、しかし、en:The Wachowskisとの高度な交渉にもかかわらず、プロジェクトは結実しなかった。en:Shiny Entertainmentへの売り込みもどちらも成功せず、後に彼はMatrixゲームは唯一Monolithで取り組まれていることを知った。ライブチームに参加する機会を与えられた（ゲームを維持し、コンテンツ上市後の製造責任）彼は、雇用主を変更することを決めた。オンライン・クリエイティブ・ディレクターそして主任ゲームデザイナーであるToby Ragainiの主催で、ポンスミスはゲームのデザインを最後までやり遂げた。

## Cyberpunk v3.0
2000年内、ポンスミスは彼がCyberpunkの第3版の仕事をしていると発表した。作業自体は以前にも開始されていて、1999年のDragon Ball Z Adventure Gameの発売後、Cyberpunk第3版はその後すぐに出荷することが期待された。当初はCyberpunk 203Xと呼ばれ、ゲームは2001年春の発売と予定された。ゲームの最初の2ページのプレビューが2001年8月20日にリリースされ、ゲームのリリース日の最初のプッシュバックをマークしている。ゲームの長期開発中、ポンスミスは2004年12月31日にCyberpunk第3版の別のプレビューをリリースした。ゲームの初期の原稿は2005年4月8日から10日までの間、ニューヨーク州RonkonkomaのI-Con会場内でプレビューと最初の公開テストプレイが行われた。ゲームはポンスミス、Mike Blum、Colin Fisk、Dave Friedland、Will Moss、Scott Ruggelsによって執筆され、最後にさまざまな評価が2005年12月13日にリリースされた。
ゲーム内のイラストレーションはほぼ普遍的にアクションフィギュアの使用のために批判されたが、当時そのコレクターの中の一人にポンスミスがいた。ゲームは十分に成功したが、しかしながら、いくつかの付属品やサプリメントは正当化するために、基本ルールブックの発売後すぐに発表された。これらはDataPack（当初の名前はDossier Pak）、FlashPak、GangbookそしてAltCult Insiderと名付けられた。Cyberpunk v3.0の著者は前任者と同じようにニール・スティーヴンスンやウィリアム・ギブスンが書いた古典的サイバーパンク小説に影響を受けたが、また新しい文学のソースや日本のアニメーションと映画からアイデアを取り込んだ。ポンスミスによるとそれは、21世紀の解説になるように設計され、企業は毎日の生活、グループのイデオロギー、政府の場所、武力衝突そしてバイオテクノロジーの進歩に影響を与えるだろうと解説した。

### Interlock and Fuzion system
R. Talsorianでの作業に加えて、ポンスミスはen:Hero GamesのChampions製品に寄稿した。主にChampions: New Millennium向けのAlliancesなどの本に編集助手として働く。彼はHero Gamesの機構（en:Hero System）導入部分を得た彼は、後にその時点までのほとんどのR. Talsorianのゲームに、インターロックシステムと合併して使用することを決めた。手順の最終結果はen:Fuzionsystemとして後にR. Talsorianのタイトルで使用され、Cyberpunk第3版で特に顕著だった。Cyberpunk第3版の中の序文にて、単なるゲームそのものが様々な評価を受け、新しいプレイヤーを引き付けながらも、必要に応じゲームを合理化するため、ポンスミスによる変更が正当化されていた。

## R. Talsorian Games
en:R. Talsorian Gamesはワシントン州を土台にしたロールプレイングゲームの出版社である。マイク・ポンスミスにより1985年にカリフォルニア州で設立され、デスクトップパブリッシングを取り入れた最初のRPG出版社のひとつである。マイク・ポンスミスの妻Lisa Pondsmithが現在会社のゼネラルマネージャーを務めており、マイク・ポンスミスは会社のオーナー、CEOそしてリードデザイナーに就任している。社名の由来について、ポンスミスを始めとする同社は、「R. Talsorianは二度とRPGを遊ばない実在の人物だ」と明らかにしていない。

### Maximum Mike
マイク・ポンスミスはCyberpunk本の多くをまたいで、"Maximum Mike"という彼の分身を登場させている。Morgan Blackhand、Johnny SilverhandまたはNomad Santiagoのような繰り返し登場するキャラクターとは違って、Maximum Mikeはフィクションと現実世界の壁を破り、直接、読者に語りかける。ポンスミスの特徴や名前がCyberpunk世界の中では、違う名前で直接的に使われている。：Netrunner CCGではキャラクターの一人として "Omni Kismet, Ph.D."という名前で彼が出演している（この名前は"Mike Pondsmith"のアナグラムである）。

## サイバーパンク2077 ビデオゲーム
2012年5月30日、ポンスミスはCD Projekt REDにおいて、Cyberpunk世界のビデオゲームのセットの仕事をしていることが確認された。2012年10月18日、ゲームの名前と設定がサイバーパンク2077（原題: Cyberpunk 2077）であることが暴露された。直後にBrian Crecenteはポンスミスがまた新版のCyberpunk紙とペンのRPGを、ジャンルを改善して作業中であることを、ゲームのクリエイターと確認することができた。en:GameSpotとのインタビューでは、CD ProjektのMarcin Iwinskiは、ビデオゲームの開発において主にゲーム世界の側面と機構に焦点を当ててポンスミスが関与しているが、当事者間の距離のため、日常的には起こらないと漏らした。ビデオゲームのクリエイターおよびマイク・ポンスミスと他のR. Talsorian社のデザイナーたちは、cyberpunk.netブログを新たに形成された上で貢献する。

## パーソナルライフ
ポンスミスの妻Lisaと息子CodyもR. Talsorian gamesで働いている。マイクとLisaが出逢った初期の頃から、二人がまだ大学生だった1977年頃から連携を取り始めた。二人は1982年2月に結婚した。LisaはR. Talsorianのゼネラルマネージャーを務めいくつかの作品にクレジットされ（もっとも顕著なのは作家en:Jeff Grubbと並んでキャッスル・ファルケンシュタイン向けのThe Memoirs of Auberon of Faerieソースブック）、CodyはCyberpunk V3.0 のサプリメントFlashpakのプロダクション・スタッフのメンバーとしてクレジットされた。彼はまたキャッスル・ファルケンシュタイン関連プロモーションとコミュニティのコミュニケーションに打ち込んだ。マイク・ポンスミスはゲームをデザインする以前は、アマチュア古生物学者として働いた。余暇には、彼はプラスチック製G.I.ジョーのアクションフィギュアを収集し、Cyberpunk v3.0基本ルールブックの顕著な特色そして野外活動を楽しみ、読書だけでなく、ラジコンカーや飛行機で遊んでいる。

### 公的活動
ポンスミスはゲームのコミュニティでは非常に活動的であり、そして長年にわたって沢山のゲームコンベンションに顔を出している。彼は長年にわたりGen Conに参加し、Robin D. Lawsのen:40 Years of Gen Conで彼の思い出を特色に導き、2007年8月にen:Atlas Gamesから出版された。彼はen:I-CON、A-Kon、en:Norwescon、Origins、DEXCON、en:DunDraCon他のイベントに出席している。ポンスミスは1999年のen:Ropecon、Astronomicon 2001そしてI-CON 25（2006年3月24日-26日）に名誉ゲストとして招待された。マイクと息子のCody両方が、違うゲーミングコンベンションで様々なゲームを走らせている。ポンスミスはまたthe CD Projekt RED's カンファレンスの2つに、en:Cyberpunk 2077ビデオゲームについてのトークステージに登場している。
井上純弌は自身の同人誌の中で、マイク・ポンスミスを「黒人の大男だけど、どすげぇオタ」と紹介し、彼の「黒人にオタはほとんどいない」という発言を取り上げている。

### 学術活動
2010年から2011年の間、ポンスミスはレドモンドのen:DigiPen Institute of Technologyで「ゲームソフトの設計と生産学科」の講師として、ゲームデザインのクラスで教壇に立った。彼が教えた2つのコースは「ゲームの歴史」（GAT 110）と「ゲームのメカニクス1」（GAT 210）だった。

## 賞と表彰
長年にわたり、マイク・ポンスミスは様々なゲームのデザインまたは共同製作で賞を受け取っている。
- Teenagers from Outer Space received en:RPGA Gamer's Choice Award[いつ?].[3]
- Castle Falkenstein received Best Roleplaying Rules of 1994 オリジン賞.[22][63]
- Castle Falkenstein received 1995 en:Nigel D. Findley Memorial Award for the Best Role-Playing Product.[22]
- Six Guns and Sorcery for Castle Falkenstein written by Edward Bolme, James Cambias, Eric Floch, Angela Hyatt, Jim Parks, Derek Quintanar, Barrie Rosen, Mark Schumann, Chris Williams received Best Roleplaying Supplement of 1996 Origins Award.[64]
- Teenagers from Outer Space received Best Other Category Role-Playing Game of 1987 Origins Gamer's Choice Award.[65]
- Cyberpunk received Best Science-Fiction Role-Playing Game of 1989 Origins Gamer's Choice Award.[65]
- Kara-Tur: The Eastern Realms written by Jay Batista, Deborah Christian, John Nephew, Mike Pondsmith, Rick Swan received Best Role-Playing Accessory of 1989 Origins Gamer's Choice Award.[65]

2006年7月1日、彼はJolly R. Blackburnen:Rodger MacGowan、en:Dennis Mize （posthumously）、en:Aaron Allston、そしてen:Star Fleet Battlesゲームとともにオリジン賞の殿堂入りを果たした。

## ボードゲーム・デザイン
1990年、彼がTSRにいたとき、ポンスミスは3種類のボードゲームを出版社向けに共同製作した。
- Attack in the Asteroids with Paul Lidberg and en:Kim Mohan
- Battle for the Sprawls with Paul Lidberg
- Craters of Tharsis with Paul Lidberg

加えて、R. Talsorian GamesはポンスミスのボードゲームGoDice!を2006年に発売した。Mektonの初期リリースは、またボードゲームを考慮に入れたものだった。

## 著作
マイク・ポンスミスは長年にわたり、さまざまなR. Talsorian GamesとTSRの製品に仕事または寄稿した
。そしてゲーム雑誌にいくつかの記事を書いた。
R. Talsorian Games向け：
- Mekton (1984) – boxed set, purely a board game[10]
- Mekton: the Game of Japanese Robot Combat (1985) with Mike Jones
- Roadstriker (Mekton) (1986) with Clive Hendrik, Derek Quintanar (ISBN 0-937279-00-5)
- Advanced Combat System (1986) (ISBN 0-937279-02-1)
- Mekton II (1987) (ISBN 0-937279-04-8)
- Teenagers from Outer Space (1987) (ISBN 0-937279-08-0)
- Cyberpunk The Roleplaying Game of the Dark Future (also known as Cyberpunk 2013) (1988) – boxed set contains: View from the Edge, Friday Night Firefight and Welcome to Night City
- Solo of Fortune (Cyberpunk 2013) (1989) with Colin Fisk, David Friedland, Will Moss, Derek Quintanar, Scott Ruggels (ISBN 0-937279-06-4)
- Rockerboy (Cyberpunk 2013) (1989) with David Ackerman, Colin Fisk, Will Moss, Scott Ruggels, Sam Shirley, Glenn Wildermuth (ISBN 0-937279-10-2)
- Near Orbit (Cyberpunk 2013) (1989) with Dave Ackerman, Glenn Wildermuth (ISBN 0-937279-08-0)
- Teenagers from Outer Space 2nd edition (1989) (ISBN 0-937279-08-0)
- Roadstriker II (Mekton II) (1990) with Clive Hendrik, Derek Quintanar (ISBN 0-937279-14-5)
- Cyberpunk 2020 (1990) with Mike Blum, Colin Fisk, Dave Friedland, Will Moss, Scott Ruggels (ISBN 0-937279-13-7)
- Night City (Cyberpunk) (1991) with Edward Bolme, Colin Fisk, Mike MacDonald, Will Moss, Lisa Pondsmith, Sam Shirley, John Smith, Anders Swensen (ISBN 0-937279-11-0)
- Chromebook (Cyberpunk) (1991) with Colin Fisk, Dave Harmer, Mike Masarati, Derek Quintanar, Mike Rotor, John Smith, Kevin Stein, William Tracy, Karl Wu, Andrew Strassmann, Ben Wright, Jeff Hexter, Glenn Goddard, Marcus Pregent (ISBN 0-937279-17-X)
- Home of the Brave (Cyberpunk) (1992) credited as contributor with main authors being Edward Bolme, Michael MacDonald, Craig Sheeley, Ross "Spyke" Winn (ISBN 0-937279-36-6)
- Chromebook 2 (Cyberpunk) (1992) with Ben Wright, Mike Roler, Jeff Hexter, Marcus Pregent, Craig Sheeley, Mike MacDonald, Ross Winn, Colin Tipton, Michael Todd (ISBN 0-937279-29-3)
- Dream Park Role Playing Game (1992) (ISBN 0-937279-27-7)
- Operation: Rimfire (Mekton II) (1993) additional material with main author being Michael MacDonald (ISBN 0-937279-37-4)
- CyberGeneration (1993) with David Ackerman, Edward Bolme, Karl Wu (ISBN 0-937294-04-7)
- Bastille Day (CyberGeneration) (1993) with David Ackerman, Edward Bolme (ISBN 0-937279-41-2)
- Star Riders (TFOS2) (1993) with Hans Guévin (ISBN 2-921573-10-5)
- MediaFront (Cyberpunk) (1994) credited for design with authors being David Ackerman, Edward Bolme, Eric Heisserer, Will Moss, Justin Schmid (ISBN 0-937279-52-8)
- Listen Up, You Primitive Screwheads!!!! (Cyberpunk) (1994) with Eric Heisserer, Craig Neeley, Mike Roter, Ross Winn, Charlie Wong, Benjamin Wright (ISBN 0-937279-45-5)
- Eco Front (CyberGeneration) (1994) credited for design with authors being David Ackerman, Edward Bolme (ISBN 0-937279-50-1)
- Castle Falkenstein (1994) (ISBN 0-937279-44-7)
- Neo Tribes (Cyberpunk) (1995) credited for guidance with authors being Eric Oppen, Ross Winn (ISBN 0-937279-72-2)
- CyberGeneration Evolve or Die Revolution 2 (1995) with David Ackerman, Edward Bolme, Karl Wu (ISBN 0-937279-74-9)
- Mekton Z (1995) with Mike MacDonald (ISBN 0-937279-54-4)
- Mekton Z Plus (1995) contributor with main authors being Michael MacDonald, Benjamin Wright (ISBN 0-937279-60-9)
- The Lost Notebooks of Leonardo da Vinci (Castle Falkenstein) (1995) with Edward Bolme, Mark Schumann (ISBN 0-937279-68-4)
- Comme Il Faut (Castle Falkenstein) (1995) with Hilary Ayers, Gilbert Milner, Barrie Rosen, Ross "Spyke" Winn (ISBN 0-937279-55-2)
- The Book of Sigils (Castle Falkenstein) (1995) with Edward Bolme, Michael MacDonald, Mark Schumann (ISBN 0-937279-61-7)
- Steam Age (Castle Falkenstein) (1995) with David Ackerman, Paul A. Lidberg, Derek Quintanar, Barrie Rosen, Mark Schumann, Chris Williams (ISBN 0-937279-56-0)
- Starblade Battalion (Mekton) (1996) with Michael MacDonald, Mark Schumann, Benjamin Wright (ISBN 0-937279-78-1)
- Mekton Empire (1996) credited as source material author and interior artist with author being Guy W. McLimore Jr. (ISBN 0-9737271-5-2)
- Mecha Manual 2: Invastion Terra Files (Mekton) (1996) credited as editor with authors being Craig Sheely, Benjamin Wright (ISBN 0-937279-69-2)
- Rache Bartmoss' Brainware Blowout (1996) with David Ackerman-Gray, Edward Bolme, Craig Sheeley, Chris Williams, Benjamin Wright (ISBN 0-937279-84-6)
- Teenagers from Outer Space 3rd edition (1997) (ISBN 0-932799-94-9)
- The Memoirs of Auberon of Faerie (Castle Falkenstein) (1997) credited for layout and design with authors being Lisa Pondsmith and Jeff Grubb (ISBN 0-937279-64-1)
- Champions, New Millennium: Alliances (1997) (ISBN 0-937279-88-9)
- Bubblegum Crisis: Before and and After (1997) credited for other writing contributions (ISBN 0-937279-92-7)
- The DragonBall Z Adventure Game (1999) with Paul Sudlow (ISBN 1-891933-00-0)
- Mekton Zeta (2000) with Mike MacDonald (ISBN 0-937279-95-1)
  - Reprint from 1995 under ANimechaniX brand with new cover and no color interior[75]
- Dragonball Z Book 2: The Frieza Saga (2001) (ISBN 1-891933-04-3)
- Cyberpunk v3.0 (2005) with Lisa Pondsmith and Will Moss (ISBN 1-891933-03-5)
- Cyberpunk Flashpak (2006) (ISBN 1-891933-15-9)
- Beyond the Edge: Inside the Edgerunner Altcult (2008) with Ken MacKriell (ISBN 978-1-891933-22-6)

TSR向け：
- Kara-Tur: The Eastern Realms (Oriental Adventures) (1988) with Jay Batista, Deborah Christian, John Nephew, Rick Swan (ISBN 0-88038-608-8)
- Hall of Heroes (Forgotten Realms) (1989) with en:Jeff Grubb, James Lowder, David Edward Martin, Bruce Nesmith, en:Kate Novak, Steve Perrin, en:R. A. Salvatore (ISBN 0-88038-711-4)
- Buck Rogers XXVc: The 25th Century Science Fiction Role Playing Game (1990)
  - Boxed set contains: Characters & Combat, The World Book, The Technology Book, maps, cards, counters